# Lancia Lybra
Lancia Lybra je osobní automobil, který vyráběla italská automobilka Lancia.

## Historie
Lancia Lybra se začala vyrábět v roce 1999 jako nástupce Lancie Dedra. V roce 2006 její výroba skončila.

## Konstrukce
Lancia Lybra je postavena na podlahové plošině Fiatu Marea. Přední náprava je převzata jen s malou optimalizací, ovšem zadní náprava je úplně jiné konstrukce. Nejde o
vlečená ramena jako u Fiatu, ale o nezávislé zavěšení. Tato konstrukce zadni nápravy nevychází ani z Alfy 156, je to tedy zcela vlastní konstrukce pro Lybru.

## Výbava
Výbava byla rozdělena do čtyř stupňů:
1. Lybra Business (motor: 1.6 16V MPI benzín / 1.9 JTD diesel)
2. Lybra LS (motor: 1.6 16V MPI benzín / 1.8 16V MPI benzín / 1.9 JTD diesel)
3. Lybra LX (motor: 1.8 16V MPI benzín / 2.0 20V MPI benzín / 1.9 JTD diesel / 2.4 JTD diesel)
4. Lybra Emblema (motor: 2.0 20V MPI benzín / 1.9 JTD diesel / 2.4 JTD diesel)